# 10561 Shimizumasahiro
10561 Shimizumasahiro è un asteroide della fascia principale. Scoperto nel 1993, presenta un'orbita caratterizzata da un semiasse maggiore pari a 2,7557644 UA e da un'eccentricità di 0,1622637, inclinata di 9,92646° rispetto all'eclittica.